# Die Hard

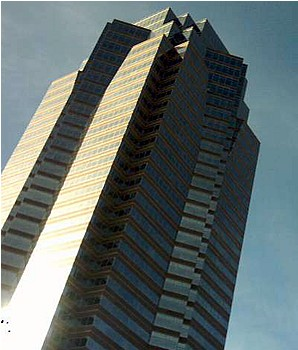
Nakatomi Plaza, oftewel Fox Plaza

Die Hard is een Amerikaanse actiefilm uit 1988, geschreven door Jeb Stuart en Steven E. de Souza. De hoofdrollen worden gespeeld door Bruce Willis, Bonnie Bedelia, Alan Rickman en William Atherton. De film werd geregisseerd door John McTiernan. De film was een groot succes, en zorgde ervoor dat Bruce Willis een veelgevraagd acteur werd. Die Hard werd de standaardformule voor de nieuwe actiefilm. Onder andere de films Speed, Under Siege en The Rock zijn gebaseerd op de Die Hard-formule.
De film is gebaseerd op een roman uit 1979, geschreven door Roderick Throp, genaamd Nothing Lasts Forever. Dat boek is een vervolg op het boek The Detective, dat op zijn beurt weer is verfilmd in 1968 met daarin Frank Sinatra.
Er zijn tot nu toe vier vervolgen verschenen, Die Hard 2 in 1990, Die Hard with a Vengeance in 1995, Die Hard 4.0 (ook wel Live Free or Die Hard genoemd in Noord-Amerika) in 2007 en A Good Day to Die Hard in 2013.

## Verhaal
De film begint in Los Angeles, waar politieagent John McClane aanwezig is bij een kerstfeest in een kantoorgebouw genaamd Nakatomi Plaza met zijn vrouw Holly. McClane wordt naar het gebouw gebracht door de praatgrage chauffeur Argyle in een limousine. Argyle wacht in de ondergrondse parkeergarage totdat John terug van het feest komt.
Als hij bij het feest is, ontmoet McClane Takagi, de baas van zijn vrouw Holly. Hij kan echter Holly niet vinden. Wanneer hij haar vindt, ontstaat er meteen een ruzie tussen hen. John besluit de feestruimte daarom te verlaten en gaat naar een kleine kamer vlak bij het feest. Daar doet hij zijn schoenen uit en rust hij wat uit vanwege een jetlag.
Ondertussen valt een groep terroristen onder leiding van de Duitser Hans Gruber het gebouw binnen, waarna het gebouw hermetisch wordt afgesloten. Vervolgens gaan de terroristen naar de etage waar het feest plaatsvindt. Daar gijzelen ze de feestgangers en nemen de directeur Takagi mee. Hans maakt hun plan bekend aan Takagi; ze willen 640 miljoen dollar stelen uit de kluis die zich in het gebouw bevindt. Ze eisen de toegangscode van Takagi, maar hij beweert de code niet te kennen en wordt doodgeschoten. Theo, het technisch wonder onder de terroristen, begint daarom zelf aan het kraken van de code, een tijdrovende klus.
McClane weet dat hij zich in een gunstige situatie bevindt. De terroristen weten namelijk niet dat hij ook in het gebouw is. Hij zet het brandalarm aan. Eén terrorist, Tony genaamd, wordt gestuurd om te kijken wat er aan de hand is. McClane overmeestert hem, pakt zijn machinegeweer en radio af en gaat naar het dak van het gebouw om hulp te vragen via de radio. Aanvankelijk wil de politie niet komen totdat Karl, de broer van terrorist Tony, op John schiet. Agent Al Powell wordt erop afgestuurd. Hij loopt het gebouw binnen, maar een paar terroristen doen zich voor als bewakers van het gebouw en zeggen dat alles in orde is. De agent rijdt net weg als John een lijk uit het gebouw gooit dat op de politiewagen terechtkomt.
Eindelijk reageert de politie, maar niet naar tevredenheid van John die zelf besluit het de terroristen moeilijk te maken. Ondertussen houdt hij via de radio contact met agent Powell.
John weet de ontstekers van een aantal C4-explosieven van de terroristen te bemachtigen. John komt terrorist Hans Gruber tegen die zich voordoet als een gijzelaar. John ontdekt al snel dat hij geen gijzelaar is maar de leider van de terroristen. Vervolgens komt er een schietgevecht en komt Karl Gruber te hulp. Gruber heeft gezien dat John op blote voeten loopt en schiet samen met Karl alle ramen in het kantoor kapot. John rent vervolgens weg, maar verwondt daarbij zijn voeten door over glasscherven te rennen en vergeet de tas met de ontstekers mee te nemen. Die zijn nu weer in bezit gekomen van Gruber.
Buiten het gebouw is ondertussen de televisieverslaggever Richard Thornburg aangekomen. Hij komt te weten dat McClane zich in het gebouw bevindt en gaat daarom naar het huis van Holly om daar verslag te doen. Hij interviewt daar de twee kinderen van McClane en Holly. Gruber ziet het interview op de televisie en weet nu ook dat Holly zijn vrouw is, waarna hij haar gijzelt.
Nadat John zijn wonden heeft verzorgd, gaat hij op onderzoek uit. John komt te weten dat de terroristen van plan zijn het dak van het gebouw op te blazen nadat ze iedereen op het dak hebben laten verzamelen. Wanneer hij ernaartoe gaat om daar een stokje voor te steken, wordt hij opgehouden door terrorist Karl, met wie hij het gevecht aangaat. Het lukt John iedereen van het dak te halen. Gruber zet zijn explosieplan wel door. John, die zich nog op het dak bevindt, probeert de schokgolf van de explosie te ontwijken door een brandslang om zijn middel te binden. Hij springt van het dak en belandt een paar verdiepingen lager weer via een raam in het gebouw.
Ondertussen zit Argyle in de limousine in de parkeergarage. Hij houdt zich bezig met alle gadgets in de limo en heeft geen weet van alles wat zich boven hem afspeelt, totdat hij naar de radio luistert. Dan ziet hij de terrorist Theo met een ambulance rijden, die bedoeld is als vluchtauto. Argyle besluit de ambulance te rammen en slaat Theo bewusteloos.
Dan vindt de laatste confrontatie plaats tussen John, Gruber en de andere terrorist Eddie. Holly wordt gegijzeld door de terroristen. John doet net alsof hij zich wil overgeven, maar dan haalt hij zijn verborgen pistool tevoorschijn en schiet hij Gruber in zijn borst en Eddie door zijn voorhoofd. Gruber is echter nog niet dood en valt naar beneden, maar klampt zich vast aan het horloge van Holly. John doet het horloge af en Gruber valt van de 23ste etage naar beneden, de dood tegemoet.
Wanneer John en zijn vrouw het gebouw verlaten, komt terrorist Karl plotseling weer tevoorschijn. Hij pakt zijn wapen om John te doden, maar dan wordt Karl doodgeschoten door een onbekende schutter. Later wordt duidelijk dat het Powell was, de agent met wie John ondertussen al een band had opgebouwd via de radio.
Eindelijk zijn John en Holly in veiligheid en kunnen ze het gebouw verlaten. Dan zien ze de verslaggever die naar Holly's huis ging om hun kinderen te interviewen. Holly geeft de verslaggever een klap in het gezicht en ze rijden samen weg van de toren terwijl ze elkaar zoenen.

## Rolverdeling
| Acteur               | Personage             |
| -------------------- | --------------------- |
| Bruce Willis         | John McClane          |
| Alan Rickman         | Hans Gruber           |
| Bonnie Bedelia       | Holly Gennaro McClane |
| Reginald VelJohnson  | Sgt. Al Powell        |
| Alexander Godunov    | Karl                  |
| Paul Gleason         | Dwayne T. Robinson    |
| William Atherton     | Richard Thornburg     |
| De'voreaux White     | Argyle                |
| Hart Bochner         | Harry Ellis           |
| James Shigeta        | Joe Takagi            |
| Dennis Hayden        | Eddie                 |
| Clarence Gilyard jr. | Theo                  |
| Bruno Doyon          | Franco                |
| Andreas Wisniewski   | Tony                  |
| Al Leong             | Uli                   |
| Robert Davi          | FBI-agent Johnson     |
| Grand L. Bush        | FBI-agent Johnson 2   |

| Terroristen | Terroristen          |
| Personage   | Acteur               |
| ----------- | -------------------- |
| Hans Gruber | Alan Rickman         |
| Karl        | Alexander Godunov    |
| Tony        | Andreas Wisniewski   |
| Fritz       | Hans Buhringer       |
| Heinrich    | Gary Roberts         |
| Alexander   | Joey Plewa           |
| James       | Wilhelm von Homburg  |
| Theo        | Clarence Gilyard jr. |
| Eddie       | Dennis Hayden        |
| Franco      | Bruno Doyon          |
| Kristoff    | Gérard Bonn          |
| Marco       | Lorenzo Caccialanza  |
| Uli         | Al Leong             |

## Productie
De film speelt zich af in de 150 meter hoge Nakatomi Tower in Los Angeles. In werkelijkheid heet het gebouw Fox Plaza. Het gebouw is ook gebruikt voor de films Speed en Airheads en is het hoofdgebouw van producent 20th Century Fox.
Bruce Willis ontving het destijds hoge bedrag van vijf miljoen dollar voor zijn rol.
Bruce Willis was eigenlijk de vijfde keuze van de producenten. Arnold Schwarzenegger (eerste keus), Sylvester Stallone, Burt Reynolds en Richard Gere gingen Willis voor.
Er is een aantal computerspellen op de markt gebracht naar aanleiding van de film.

## Prijzen
- Die Hard werd door Entertainment Weekly uitgeroepen tot beste actiefilm ooit.

## Trivia
- De oorspronkelijke poster van de film bevatte alleen een foto van de toren. De producent deed dit om ervoor te zorgen dat mensen die geen fan waren van Bruce Willis toch naar de film zouden gaan. Vanwege het succes werd na de première toch besloten Willis ook af te beelden.
- In een van de laatste scènes, tijdens de stand-off tussen McClane en Gruber, wordt gerefereerd aan de western High Noon. Gruber, die zijn afkeer van de Amerikanen wil etaleren, stelt sarcastisch dat McClane en Holly nog steeds verwachten weg te zullen komen, net als John Wayne en Grace Kelly. McClane wijst hem erop dat niet John Wayne, maar Gary Cooper de hoofdrol speelde.
- In de Duitse bioscoopversie zijn de terroristen geen Duitsers maar "Europeanen".
- Vrijwel al het Duits dat in deze film wordt gesproken is grammaticaal incorrect. Zo beveelt Hans Gruber Karl in een klopjacht op John McClane om een ruit kapot te schieten ("Schieß dem Fenster!"), pas als hij zijn bevel in het Engels herhaalt ("Shoot the glass") begint Karl te vuren.
- De muziek die te horen is in de scène waarin agent Powell een terrorist doodschiet was een ongebruikte soundtrack voor de film Aliens.
- De eerste kogel wordt na 18 minuten vanaf het begin van de film door Karl afgevuurd.
- Voor de scène waarin Gruber van het gebouw naar beneden viel, moest acteur Alan Rickman ruim twintig meter naar beneden springen op een luchtkussen, tegenover een groen scherm (zodat het zogenaamde chromakey-effect gerealiseerd kon worden).
- In de film wordt gesproken over het helsinkisyndroom, waarmee het stockholmsyndroom bedoeld wordt.
- De filmkomedie EuroTrip uit 2004 bevat een verwijzing naar Die Hard. Tijdens een scène in een sm-club komen twee hulpjes voor met de namen Hans & Gruber.